# Amazon Sat
Amazon Sat é uma rede de televisão brasileira concessionada em Porto Velho, capital do estado de Rondônia, porém sediada em Manaus, capital do estado do Amazonas. Pertence ao Grupo Rede Amazônica, que também mantém a Rede Amazônica e as rádios CBN Amazônia e Echos da Amazônia, além do Portal Amazônia. É uma emissora voltada ao público da Região Norte, cobrindo 5 estados pela TV aberta (com filiais e retransmissoras no Amapá, Amazonas, Acre, Roraima e Rondônia), além de cobrir o estado do Maranhão e Pará (cidades de Belém e Ananindeua) pela TV fechada e internacionalmente por on demand com o Amazon Sat Plus, canal internacional.

## História
O programa de satélite implantado pela Embratel tinha como fundamento terminar o isolamento da Amazônia, dando a esta região as mesmas oportunidades de informações, notícias e entretenimento como no restante do país. Dentro dessa filosofia, foi concedido um transponder do novo satélite à Rádio TV do Amazonas, que passou a transmitir seus noticiosos com a cor local, para toda a Amazônia.
Produzindo inicialmente um total de três horas e meia, como foi determinado pelo Ministério das Comunicações como condição básica para a concessão desse canal de satélite, bem como fazer com que a programação da Rede Globo recebida na região não tivesse mais os fades - tela preta - dos intervalos comerciais.
Tempos depois, não subindo mais com a Programação Nacional no seu satélite, a Rádio TV do Amazonas começou o preenchimento dos espaços relativos à programação Globo com produções locais. Iniciava desta forma a grande jornada da criação de um canal exclusivamente com temas amazônicos, denominado Amazon Sat.
Ao longo de todo este tempo, sua programação vem cada vez mais identificada, retratando as características e peculiaridades da região, bem como mostrando verdadeiramente as realidades amazônicas, que muitas vezes são deturpadas no exterior. O Amazon Sat, com isenção e profissionalismo firmou-se como o canal de comunicação gerado na Amazônia para o Brasil e o mundo.
O Amazon Sat é o primeiro canal temático voltado exclusivamente para assuntos amazônicos, seu povo e sua cultura, sua economia e, sobretudo, suas perspectivas de desenvolvimento sustentável da região, como objetivo principal ser a verdadeira cara e voz da Amazônia. O canal integra o grupo da Rádio TV do Amazonas, afiliada da Rede Globo, nos Estados do Amazonas, Rondônia, Roraima, Acre e Amapá e seu sinal foi levado ao ar pela primeira vez no ano de 1997.
Em abril de 2006, o Amazon Sat desligou seu sinal analógico no satélite Brasilsat B1 e, alguns meses depois, codificou seu sinal digital, passando a ser um canal de transmissão de televisão via satélite, porém codificado no satélite Brasilsat B1/Brasilsat B4/Star One C2, somente para as emissoras integrantes da Rádio TV do Amazonas. A partir dessa mudança de sinal do satélite de analógico para digital, a TV Amazonas cessou a transmissão de seus programas através do Amazon Sat para suas emissoras afiliadas e agora passa a utilizar um sinal no mesmo satélite Brasilsat B4 somente para geração de programas para a Rede Amazônica, bem como a geração de materiais para suas emissoras em toda a Região Norte, sem interferir na programação do Amazon Sat.
Ter mostrado um ecossistema que corresponde a um nome falado do mundo e, muitas vezes, menos conhecido, isto não é uma tarefa tão simples. Quem vive e respira a Amazônia, pode compreendê-la melhor e, portanto, defendê-la e transmiti-la com fidelidade Em todo o mundo, cada vez mais ganha vigor e atualidade a discussão sobre o papel das empresas como agentes sociais. As empresas já perceberam que o respeito ao meio ambiente e a preocupação com a valorização do homem e da sua cultura estão entre os principais fatores determinantes do sucesso mercadológico. Observa-se a grande preocupação das empresas em vincular sua imagem à noção de responsabilidade social. O que conduz à postura da empresa cidadã, baseada no resgate dos princípios de defesa à natureza, onde enquadra-se com perfeição o Amazon Sat. O canal destaca, especialmente, a Amazônia com os seguintes temas e pesquisas: científicos, sociais, literários, econômicos, místicos, selvagens e, principalmente, toda a cobertura de notícias através de cinco geradoras, o que nos leva a mostrar uma vasta grade de programação.
Na Internet, recebe-se cerca de 90.000 page views de acessos ao mês, através do Portal Amazônia ou com acesso diretamente ao Canal, através do site. São vinte horas de programação diversificada, sempre voltada para assuntos da região, retratando a imagem real da Amazônia e atingindo os mais variados públicos. São 4.900.000 de quilômetros quadrados, atingindo 60% do território nacional, com três fusos horários. 73%, cobertos por florestas tropicais com densidade demográfica de 3,2 habitantes por quilômetros quadrados, atingindo 12% da população do país, com 16,5 milhões de habitantes.
Em abril de 2017, Amazon Sat mudou seu canal digital em Manaus (do 46 para o 45 UHF). No dia 11 de fevereiro de 2018, a emissora lança sua nova identidade visual.

Logotipo do Amazon Sat entre 2022 e 2024

Em setembro de 2019, o canal passou por uma mudança na linha editorial, para atender a Fundação Rede Amazônica e ser seu principal veículo de comunicação. A Grade do canal foi remodelada e a parceria com a Fundação Nazaré de Comunicação foi intensificada. De segunda a sexta, de 00h às 7h (horário de Manaus), o canal retransmite o sinal da TV Nazaré e de segunda a sexta, das 7h às 00h (horário de Manaus) e aos sábados e domingos, segue com a grade de programação própria. Como veículo oficial da Fundação Rede Amazônica (FRAM), braço institucional do Grupo Rede Amazônica (GRAM), o canal passou a fortalecer seu papel social, ambiental e educacional, trabalhando com três pilares principais: Sustentabilidade, Educação e Empreendedorismo.
Em 11 de setembro de 2020, o canal levou ao ar, pela primeira vez, em uma emissora de TV na América Latina o áudio em 3D com a tecnologia Dolby Atmos que, após uma parceria com o Grupo Rede Amazônica, irá aumentar gradativamente a grade de programas com a tecnologia tanto no Amazon Sat, quantos nos demais canais do Grupo.
No final de abril de 2024, o canal passou a ser transmitido no satélite Star One D2 na Banda Ku, podendo ser sintonizado nos receptores compatíveis com o sistema SAT HD Regional cadastrados nos estados cobertos pela emissora.

## Sinal digital
| Canal virtual | Canal digital | Resolução de tela | Programação                         |
| ------------- | ------------- | ----------------- | ----------------------------------- |
| 44.1          | 45 UHF        | 1080i             | Programação principal do Amazon Sat |

A emissora iniciou suas transmissões digitais em 2011, através do canal 46 UHF em Manaus. Em abril de 2017, Amazon Sat mudou seu canal digital em Manaus (do 46 UHF para o 45 UHF).

### Transição para o sinal digital
Com base no decreto federal de transição das emissoras de TV brasileiras do sinal analógico para o digital, o Amazon Sat, bem como as outras emissoras de Manaus, cessou suas transmissões pelo canal 44 UHF em 30 de maio de 2018, seguindo o cronograma oficial da ANATEL. O switch-off aconteceu às 23h59, durante a exibição do programa especial para comemorar a era digital na cidade e região metropolitana.

## Cobertura
A área de abrangência compreende as capitais da região amazônica, através de canal aberto e TV a cabo, além de parceiros como Vivax, Neo TV, TV Brasil e TV Nazaré. A distribuição nacional de seu sinal é feito por meio de TV por assinatura, que hoje possui aproximadamente 130 mil assinantes, o que significa que o Amazon Sat é assistido por um público estimado em 800 mil telespectadores, levando-se em consideração que cada ponto de assinatura envolve uma média de quatro telespectadores.
Independente, com equipe de produção própria e uma grade de mais de 30 programas, distribuídos entre os núcleos de jornalismo e produção, o canal aposta na globalização e assina convênio com a operadora de rede de televisão on line JUMPTV, que distribui a programação do canal em sua base, chegando a mais de 80 países.
Nas outras regiões brasileiras, o Amazon Sat é captado somente através de parabólicas com receptor digital compatível com o sistema SAT HD Regional, através da aquisição de kit contendo o cartão com o código para decodificação do canal. Entre os anos de 1997 e 2006 o canal podia ser assistido de forma aberta nas antenas parabólicas com receptor analógico, porém devido a uma exigência da Rede Globo feita para as emissoras afiliadas que possuíam canais de satélite de sinal aberto, elas foram obrigadas a retirar os sinais, de forma a não haver concorrência com o sinal da Rede Globo nas parabólicas analógicas, além de codificar seus sinais digitais transmitidos via satélite.
| Cidade                   | Estado | Tipo do sinal                | Canal Analógico | Canal Digital          |
| ------------------------ | ------ | ---------------------------- | --------------- | ---------------------- |
| Amajari                  | RR     | Aberto                       | 7               | —                      |
| Ananindeua               | PA     | Fechado (Claro TV)           | 22              | —                      |
| Ariquemes                | RO     | Aberto                       | 15              | 23 (em implantação)    |
| Assis Brasil             | AC     | Aberto                       | 6               | 43 (em implantação)    |
| Barcelos                 | AM     | Aberto                       | 9               | 46 (em implantação)    |
| Barreirinha              | AM     | Aberto                       | 13              | 45 (em implantação)    |
| Belém                    | PA     | Fechado (Claro TV)           | 22              | —                      |
| Beruri                   | AM     | Aberto                       | 12              | 46 (em implantação)    |
| Boa Vista                | RR     | Aberto                       | —               | 23 (22)                |
| Boca do Acre             | AM     | Aberto                       | 3               | 46 (em implantação)    |
| Bonfim                   | RR     | Aberto                       | 6               | 21 (em implantação)    |
| Borba                    | AM     | Aberto                       | 21              | 46 (em implantação)    |
| Brasiléia                | AC     | Aberto                       | 12              | 46 (em implantação)    |
| Cacoal                   | RO     | Aberto                       | 27              | 23 (em implantação)    |
| Carauari                 | AM     | Aberto                       | 11              | —                      |
| Coari                    | AM     | Aberto                       | 5               | 46 (em implantação)    |
| Codajás                  | AM     | Aberto                       | 10              | —                      |
| Cruzeiro do Sul          | AC     | Aberto                       | 19              | 46 (em implantação)    |
| Eirunepé                 | AM     | Aberto                       | 13              | 46 (em implantação)    |
| Feijó                    | AC     | Aberto                       | 13              | 46 (em implantação)    |
| Guajará-Mirim            | RO     | Aberto                       | 5               | —                      |
| Humaitá                  | AM     | Aberto                       | 11              | 46 (em implantação)    |
| Iranduba                 | AM     | Aberto                       | 48              | —                      |
| Itacoatiara              | AM     | Aberto                       | 33              | 46 (em implantação)    |
| Itamarati                | AM     | Aberto                       | 10              | 46 (em implantação)    |
| Ji-Paraná                | RO     | Aberto                       | 14              | 23 (em implantação)    |
| Ji-Paraná                | RO     | Fechado (Diário da Amazônia) | 24              | —                      |
| Lábrea                   | AM     | Aberto                       | 10              | 46 (em implantação)    |
| Macapá                   | AP     | Aberto                       | —               | 29 (30)                |
| Manacapuru               | AM     | Aberto                       | 35              | 45 (em implantação)    |
| Manaus                   | AM     | Aberto                       | —               | 44 (45)                |
| Manaus                   | AM     | Fechado (Claro TV)           | 22              | —                      |
| Mâncio Lima              | AC     | Aberto                       | 7               | 46 (em implantação)    |
| Manicoré                 | AM     | Aberto                       | 11              | 45 (em implantação)    |
| Manoel Urbano            | AC     | Aberto                       | 10              | 46 (em implantação)    |
| Maués                    | AM     | Aberto                       | 18              | 46 (em implantação)    |
| Nova Olinda do Norte     | AM     | Aberto                       | 29              | —                      |
| Oiapoque                 | AP     | Aberto                       | 12              | 30 (em implantação)    |
| Ouro Preto do Oeste      | RO     | Aberto                       | 16              | 24 (em implantação)    |
| Parintins                | AM     | Aberto                       | 2               | 46 (em implantação)    |
| Plácido de Castro        | AC     | Aberto                       | 35              | 46 (em implantação)    |
| Porto Velho              | RO     | Aberto                       | —               | 22 (23)                |
| Porto Velho              | RO     | Fechado (Claro TV)           | 15 e 22         | —                      |
| Presidente Figueiredo    | AM     | Aberto                       | 9               | 16 (em implantação)    |
| Rio Branco               | AC     | Aberto                       | —               | 36 (46)                |
| Rio Branco               | AC     | Fechado (Claro TV)           | 22              | —                      |
| São Gabriel da Cachoeira | AM     | Aberto                       | 13              | 46 (em implantação)    |
| São Luís                 | MA     | Fechado (TVN)                | 78              | —                      |
| Sena Madureira           | AC     | Aberto                       | 25              | 46 (em implantação)    |
| Senador Guiomard         | AC     | Aberto                       | —               | 23 (43) em implantação |
| Tabatinga                | AM     | Aberto                       | 9               | —                      |
| Tangará da Serra         | MT     | Fechado (RCA)                | 95              | —                      |
| Tapauá                   | AM     | Aberto                       | 12              | 46 (em implantação)    |
| Tarauacá                 | AC     | Aberto                       | 22              | 45 (em implantação)    |
| Vilhena                  | RO     | Aberto                       | 14              | 21 (em implantação)    |
| Xapuri                   | AC     | Aberto                       | 3               | —                      |